# عريض المنقار رمادي الرأس
الطائر عريض المنقار رمادي الرأس (الاسم العلمي: Smithornis sharpei) هو نوع من الطيور من أسرة الطيور عريضة المنقار. وتوجد في الكاميرون، جمهورية أفريقيا الوسطى، جمهورية الكونغو، جمهورية الكونغو الديمقراطية، غينيا الاستوائية والجابون ونيجيريا. في البيئات الطبيعية هي الغابات والأراضي المنخفضة أو شبه المدارية الرطبة.